# Cantó de Laferté-sur-Amance
El cantó de Laferté-sur-Amance és un cantó francès del departament de l'Alt Marne, situat al districte de Langres. Té 11 municipis i el cap és Laferté-sur-Amance.

## Municipis
- Anrosey
- Bize
- Guyonvelle
- Laferté-sur-Amance
- Maizières-sur-Amance
- Neuvelle-lès-Voisey
- Pierremont-sur-Amance
- Pisseloup
- Soyers
- Velles
- Voisey

## Història
| Data d'elecció                           | Identitat             | Partit                                                    | Qualitat |
| ---------------------------------------- | --------------------- | --------------------------------------------------------- | -------- |
| 1945-1970                                | André Bresson         | radical                                                   |          |
| 1970-198.                                | M. Dapret             | Divers gauche, després divers droite, després UDF-radical |          |
| 198.-2008                                | Christian Toussaint   | RPR                                                       |          |
| 2008-                                    | Jean-François Guéniot | Sense etiqueta                                            |          |
| les dades anteriors no són pas conegudes |                       |                                                           |          |
|                                          |                       |                                                           |          |

## Demografia
| A partir de 1990: Població sense dobles comptes |